# تشارلز جنكينز (مغني)
تشارلز جنكينز (بالإنجليزية: Charles Jenkins)‏ هو مغني وكاتب أغاني أسترالي، ولد في 1966 في ميلدورا في أستراليا.

## وصلات خارجية
- تشارلز جنكينز على موقع ميوزك برينز (الإنجليزية)
- تشارلز جنكينز على موقع ديسكوغز (الإنجليزية)